# Англия в общем и в частности
«Англия в общем и в частности» — документальный десятисерийный фильм-путешествие по Англии, созданный съёмочной группой Владимира Познера совместно с Иваном Ургантом.
Основные съёмки велись в 2014 году, Первый канал транслировал телефильм с 4 января 2015 года.
Много времени уделяется интервью с известными личностями и местными жителями разных профессий, знакомству с привычками, укладом жизни англичан, освещению взгляда на жизнь и исторические события населения. Также уделяется внимание тем вещам, которые ассоциируются у жителей СНГ с Англией: британской монархии и её истории, британскому вторжению в рок-музыке, футболу, пабам.

## Серии
| №  | Название                     | Дата показа    |
| -- | ---------------------------- | -------------- |
| 1  | «Нетуманный Альбион»         | 4 января       |
| 2  | «Символ нации»               | 5 января       |
| 3  | «Люди и англичане»           | 7 января       |
| 4  | «Джентльмены и бульдоги»     | 8 января       |
| 5  | «Искусство пожимать руки»    | 9 января       |
| 6  | «Над ней не заходило солнце» | 10 января      |
| 7  | «Улыбка англичанина»         | 11 января      |
| 8  | «Британское вторжение»       | 12 января      |
| 9  | «Весь мир - театр»           | 14 января      |
| 10 | «Что есть английскость»      | 15 января 2015 |